# Paraglenea latefasciata
Paraglenea latefasciata är en skalbaggsart som beskrevs av Stefan von Breuning 1952. Paraglenea latefasciata ingår i släktet Paraglenea och familjen långhorningar. Inga underarter finns listade i Catalogue of Life.